# Бреј (Оклахома)
Бреј (енгл. Bray) град је у америчкој савезној држави Оклахома.

## Демографија
По попису из 2010. године број становника је 1.209, што је 174 (16,8%) становника више него 2000. године.
| Група             | 2000.       | 2010.         |
| Белци             | 928 (89,7%) | 1.071 (88,6%) |
| Афроамериканци    | 1 (0,1%)    | 1 (0,1%)      |
| Азијати           | 2 (0,2%)    | 3 (0,2%)      |
| Хиспаноамериканци | 23 (2,2%)   | 27 (2,2%)     |
| Укупно            | 1.035       | 1.209         |